# Glyphodes borbonensis
Glyphodes borbonensis là một loài bướm đêm trong họ Crambidae.